# نقل الجينات الأفقي

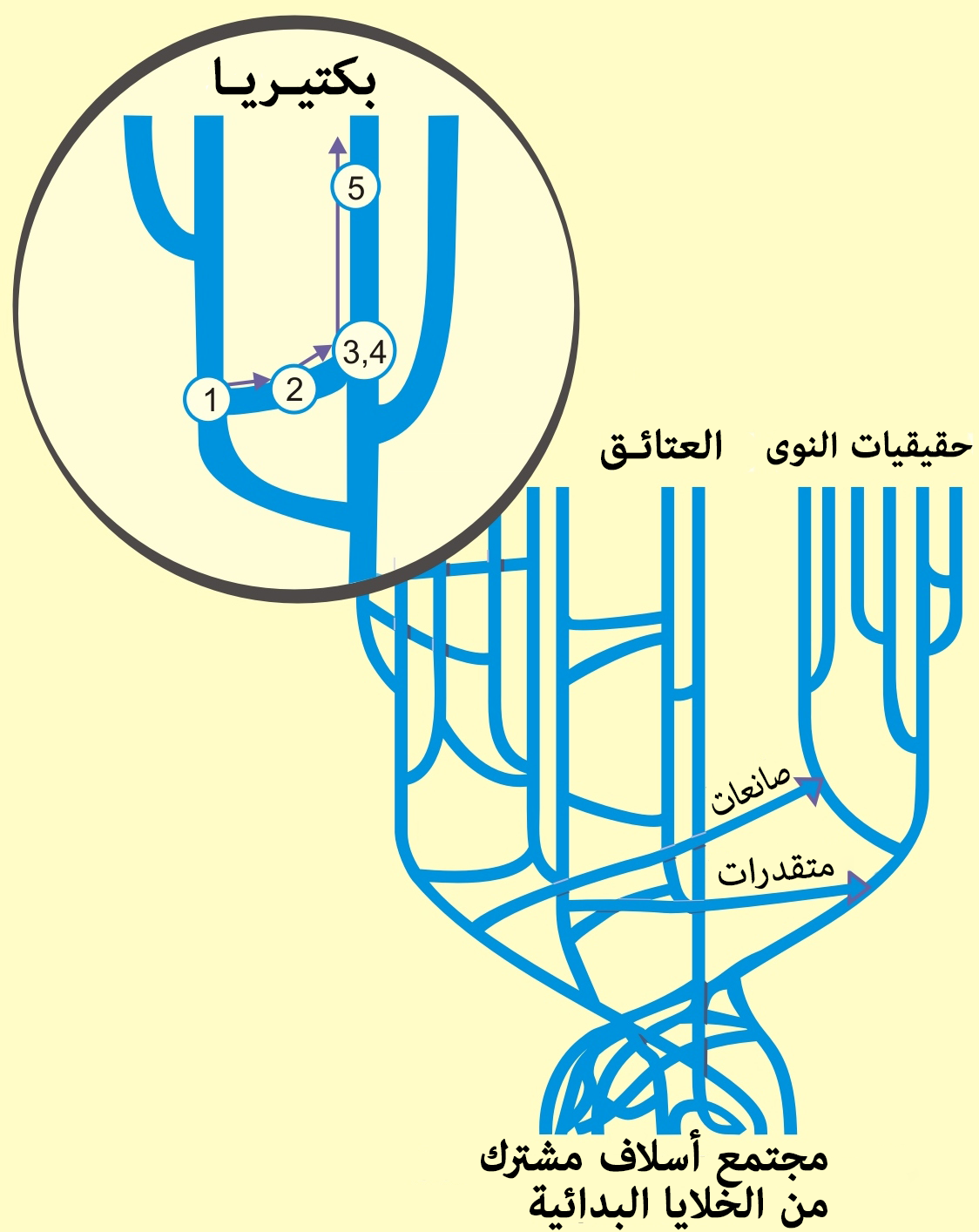
شجرة الحياة الحالية تظهر عمليات نقل الجينات الأفقي.

النقل الأفقي للمورثات هو أي طريقة بواسطتها تحصل الكائنات الحية على مواد وراثية من كائنات أخرى دون أن تكون من نسلها. على العكس من ذلك، نقل الجينات العامودي يحدث عندما يتلقى الكائن الحي الجينات من أسلافه (مثل أبويه). أما نقل الجينات الأفقي فهو يحدث بمعزل عن عملية التكاثر.
نقل الجينات الأفقي هو السبب الرئيسي لامتلاك البكتيريا القدرة على مقاومة المضادات الحيوية، وهو أيضا السبب في تطور بكتيرات قادرة على تحليل مركبات جديدة، مثل المبيدات التي من صنع الإنسان. النقل الأفقي في هذه الحالة يحدث غالباً عن طريق تبادل البلازميدات. فمن الممكن أن تنتقل الجينات المسؤولة عن المقاومة للمضادات الموجودة في نوع من البكتيريا إلى أنواع أخرى من البكتيريا من خلال آليات مختلفة (مثل الأشعار البكتيرية F)، الأمر الذي يُسلح مستقبلات الجينات المسؤولة عن المقاومة ضد المضادات الحيوية، وهذا الأمر أصبح يشكل تحدياً طبياً. وهذا هو أهم سبب لوجوب عدم استهلاك المضادات الحيوية أو منحها للمرضى دون وصفة طبية (إرشادات) من طبيب.
النقل الجيني الأفقي هو ظاهرة هامة جدا، وقد يكون الطريقة السائدة لنقل الجينات في الكائنات أحادية الخلية.

## لمحة تاريخية
تم وصف نقل الجينات الافقي لأول مرة في سياتل عام 1951 في نشرات بينت أن نقل الجين الفيروسي إلى الخناق الوتدية كان السبب في ظهور سلالات قاتلة (ذات تأثير سلبي كبير) من سلالات غير قاتلة  ، وأيضا حل لغز مرض الخناق (المريض يكون مصاب بالبكتيريا دون ظهور أي اعراض ومن الممكن أن تظهر هذه الأعراض فجأة أو لا تظهر أبدا), كما أعطت هذه النشرة أول مثال على أهمية دورة انفجار الخلية المضيفة بعد تعرضها للفيروس. وصف نقل الجينات لأول مرة في اليابان في نشرة عام 1959 بينت أن انتقال الجينات التي تكسب الخلية البكتيرية المناعة والحصانة ضد المضادات الحيوية بين الانواع المختلفة من البكتيريا. في منتصف الثمانينات، تنبأ العالم سيفانين  أن انتقال الجينات المتأخر موجود، وأن له اهمية بيولوجية، ويعزى له الفضل في تشكيل تاريخ التطور منذ بداية الحياة على الأرض.
كما قال كل من جيان ورافيرا ولايك (1999):"على نحو متزايد، الدراسات حول الجينات ة الجينوم (العوامل الوراثية) تشير أن نقل أفقي كبير حدث بين الخلايا بدائية النوى"  (انظر إلى نشرة لايك ورايفيرا 2007). ويبدو أن هذه الظاهرة لكان لها بعض الأهمية للخلايا حقيقية النوى وحيدة الخلية، لاحظ باتس واخرون دلائل إضافية أن لانتقال الجينات الأفقي دور كبير في التطور الحيوي للأوليات.
يوجد العديد من الدلائل على أن النباتات والحيوانات المتطورة تأثرت بنقل الجينات الأفقي، وهذا أثار مخاوفا بشأن السلامة. تطعيم نبات باخر من الممكن أن ينقل البلاستيدات الخضراء (عضيات في الخلية النباتية تتحكم بعملية البناء الضوئي) و المادة الوراثية الموجودة في المايتوكندريا و نواة الخلية التي تحتوي على المادة الوراثية وهذا من المحتمل أن ينتج أنوعا جديدة من النباتات. بعض حرشفيات الأجنحة (مثل دودة القز وشرنقات الفراشات) عدلت جيناتها عن طريق نقل الجينات الافقي من دبور البراكوفيروس، عضات حشرات الرضوفيات (مثل البق) تصيب الإنسان عن طريق مثقبية مرض شاغاس، حيث تقوم الحشرة بإدخال جزء من جيناتها إلى جينوم الإنسان،  وهذا يلعب دورا في حدوث مرض السرطان.
توضح نشرة ريتشاردسون وبالمر أن انتقال الجينات الافقي يلعب دورا رئيسا في تطور البكتيريا وهذا شائع في الكائنات الحية وحيدة الخلية حقيقية النوى، على الرغم من ذلك يبقى إنتشارنقل الجينات الافقي في الخلايا حقيقة النوى متعددة الخلايا وأهميته في تطورها غير واضح.
و يرجع ذلك إلى الكمية المتزايدة من الأدلة التي تشير إلى أهمية نظريات التطور، علماء البيولوجيا الجزيئية مثل بيتر جوجارتين وصفوا نقل الجينات الأفقي بأنه نموذج جديد لعلم الأحياء.
و قد جادل البعض بأن عملية نقل الجينات الأفقي قد تكون خطرا مخفيا على الهندسة الوراثية، لأنها قد تسمحللحمض النووي المعدل للانتقال من نوع إلى اخر.

## الفيروسات
يصيب الفيروس المسمى ميميفيروس(فيروس محاكي) الأميبا، كما ان فيروس اخر يسمى سبوتنك (فيروس اكل)يصيب أيضا الأميبا، لكنه لا يستطيع التكاثر بداخلها إلا إذا كان الميميفيروس قد أصاب الخلية، جينوم السبوتنك يكشف عن مزيد من التبصر في وظائفه الحيوية، على الرغم من أن 13 من جيناتها تظهر تشابه صغير مع الجينات المعروفة، إلا أن 3 منها ترتبط ارتباطا وثيقا بالميميفيروس والمامافيروس (بالإنجليزية:mamavirus)، ربما يتم تقطيع هذه الجينات بواسطة فيروسات صغيرة ويتم حزمها على شكل جزيئات في مرحلة ما من حياتها. هذا يؤكد على أن الفيروسات المتشعبة تقوم بنقل الجينات افقيا بين الفيروسات الأخرى بنفس الطريقة التي تقوم بها الفاجات (الفيروسات التي تصيب البكتيريا) بنقل الجينات العابرة بين البكتيريا، كما قد لوحظ نقل الجينات بين نبات التبغ والفيروس الذي يصيبه.

## الهندسة الوراثية

قبل تعريض البكتيريا للمضادات الحيوية, يتم إدخال البلازميد إلى الخلية البكتيرية و هي تحت الضغط ، ثم يتم إدخاله في الحمض النووي للبكتيريا مما يخلق مناعة للمضادات الحيوية. عندما تحضر البلازميدات يتم ادخالها في الخلايا البكتيرية عن طريق إما عمل فتحات في الغشاء الحيوي للبكتيريا مع درجات الحرارة العالية و المعالجة الكيميائية أو جعل الخلية البكتيرية متوسطة النفاذية عن طريق عملية كهربائية يقوم من خلالها يقوم تيار كهربائي بعمل فتحات في الغشاء الخلوي للبكتيرا. بعد عودة الظروف إلى طبيعتها, الفتحات في الغشاء الخلوي تغلق و البلازميدات تكون قد حصرت داخل الخلية و يصبح البلازميد جزء من المادية الوراثية, و هذه الجينات يحدث لها عمليات التضاعف و النسخ و الترجمة.

الهندسة الوراثية في الأساس نقل الجينات الأفقي وكان مع اشرطة التعبير الاصطناعية (بالإنجليزية: Sleeping Beauty transposon system), طور كعامل نقل الجينات الاصطناعية والتي تعتمد على قدرات معروفة من الترانسبوزونات لغزو جينومات الأنواع المختلفة، هذا النظام استخدم لعرض التسلسل الجيني لأنواع كبيرة من جينومات الحيوانات (انظر أيضا إلى العلاج الجيني).

## الآلية
هناك عدة آليات لنقل الجينات الأفقي:
1-استحالة (تغير المظهر)(تحول (وراثة)):التغيير في جينات الخلية ينتج عن طريق الإدخال، الامتصاص ونسخ وترجمة، التعبير الجيني(تعبير جيني الجينات المضافة الغريبة عن الخلية (DNA أوRNA). هذه العملية شائعة نسبيا في البكتيريا، ولكنها قليلة في وحيدة النوى. وكثيرا ما يستخدم التحول في المختبرات لادخال الجينات المعدلة إلى البكتيريا للتجارب أو للتطبيقات الصناعية أو الطبية.
2-التنبيغ (تنبيغ): هي عبارة عن العملية التي يتم فيا نقل الحمض النووي للبكتيريا من بكتيريا إلى آخرى عن طريق فيروس (أ الجراثيم، أو الفاجات).
3-الاقتران البكتيري (اقتران بكتيري): وهي العملية التي تنص على نقل الحمض النووي عبر البلازميد من الخلية المانحة إلى الخلية المستقبلة وتتم خلال اتصال الخلية بالخلية الأخرى.
4-عامل نقل الجينات (اقتران بكتيري): عناصر مثل الفيروس المشفرة من قبل المضيف، تم العثور عليها في متقلبات ألفا (متقلبات ألفا).
5-ترانسبوزون (الجينات القافزة)(جين قافز) : هو قطاع الهاتف المحمول في الحمض النووي والتي يمكن في بعض الاحيان اختيار الجينات المقاومة وادخالها في البلازميد أو الكروموسوم، وبالتالي يحفز نقل الجينات الأفقي لمقاومة المضادات الحيوية.

## الاستدلال
عادة ما يستدل على انتقال الجينات الأفقي باستخدام طرق المعلوماتية الحيوية (معلوماتية حيوية methods), إما عن طريق تحديد أي تسلسل غير نمطي ("parametric" methods) أو عن طريق تحديد التناقضات القوية بين التاريخ التطوري لتسلسل معين مقارنة بما كان عليه في مضيفيهم..

## بدائية النوى
يشيع نقل الجينات الأفقي بين البكتيريا، حتى بين تلك بعيدة الصلة. ويعتقد أن هذه العملية يمكن أن تكون سببا هاما من أسباب زيادة مقاومة الادوية، عندما تكتسب الخلية البكتيرية الواحدة المقاومة يتم نقل الجينات المقاومة لأنواع أخرى. وقد أدى تبديل ونقل الجينات الأفقي، جنبا إلى جنب مع قوات انتقائية طبيعية قوية لظهور أنواع وسلالات بكتيرية عديدة مسببة للامراض مقاومة للأدوية. نقل الجينات الأفقي أيضا يلعب دورا في انتشار العوامل المسببة للمرض، مثل السموم الناتجة عن بعض البكتيريا وإنزيمات تفرز خارجيا بين البكتيريا. ومن أبرز الأمثلة بشأن انتشار السموم الناتجة هو تطور متكيف مع سموم شيجا (سم الشيغاs)في ال E.coli من خلال نقل الجينات الأفقي عبر التنبيغ (transduction)مع أنواع من البكتيريا ال (شيغيلا). هناك استراتيجيات لمكافحة بعض الأمراض البكتيرية المعدية من خلال استهداف هذه العوامل المسببة للمرض بشكل محدد وعناصر وراثية متحركة وقد اقترحت  على سبيل المثال، النقل الافقي للعناصر الوراثية تلعب دورا هاما في العوامل الممرضة (عوامل الفوعة) في الاي كولاي (E.coli) والسالمونيلا، المكورات العقدية وكلوستريديوم (Streptococcus and Clostridium perfringens).
في بدائيات النوى، ومن المعروف ان الانظمة المقاومة للتعديل تعمل على توفير الحصانة ضد نقل الجينات الأفقي وفي استقرار العناصر الوراثية المتنقلة. وقد تم الإبلاغ عن الجينات التي تشفر نظم مقاومة التعديل تتنقل بين جينومات الكائنات الحية بدائية النوى داخل العناصر الجينية المحمولة مثل: البلازميدات، طليعة العاثية (طليعة العاثية)، تسلسلات مدرجة (insertion sequences)/ الترانسبوزونات، عناصر تكاملية اقترانية (ICEs) والانتجرون (integrons). 

### بكتيريا تحول
التحول الطبيعي هو التكيف البكتيريا لنقل الحمض النووي (HGT) التي تعتمد على التعبير عن العديد من الجينات البكتيرية منتجاتها هي المسؤولة عن هذه العملية. وبشكل عام، التحول عملية معقدة وتحتاج إلى طاقة من أجل ارتباط الخلايا البكتيرية تناول وإعادة تجميع الحمض النووي الخارجية في كروموسوم، يجب أن تصبح مختصة، أي الدخول في حالة افسيولوجية خاصة. . تطوير الكفاءة في عصوية رقيقة يتطلب التعبير عن حوالي 40 جينات دمج الحمض النووي مع كروموسوم المستقبل عادة (ولكن مع وجود استثناءات نادرة) المستمدة من بكتيريا أخرى من نفس النوع، وبالتالي فهو مشابه لكروموسوم المقيمين. القدرة على التحول الطبيعي يحدث في 67 نوعا على الأقل بدائية النواة الكفاءة وعادة ما يسببها للتحول من كثافة عالية الخلية و / أو الحد التغذية والظروف المرتبطة مرحلة ثابتة للنمو البكتيري. . يبدو الكفاءة ليكون التكيف لإصلاح الحمض النووي. التحول في البكتيريا يمكن أن ينظر إليه باعتباره عملية جنسية ابدائية، لأنه يشمل على تفاعل الحمض النووي المتشابهان من شخصين لتشكيل الحمض النووي المؤتلف التي يتم تمريرها إلى الأجيال المقبلة.

### البكتيرية اقتران
الإقتران في Mycobacterium smegmatis، مثل الاقتران في إشريكية قولونية ، يتطلب اتصال مستقرة وممتدة بين الجهات المانحة وسلالة المتلقي، هو مقاومة الدناز، ويتم دمج الحمض النووي نقلها إلى الكروموسوم المستفيدة من إعادة التركيب المتشابه ولكن، غير مشابه ل E.coli ارتفاع وتيرة إعادة التركيب الاقتران (HFR)، اقتران الفطرية هو نوع من HGT التي هي كروموسوم بدلا من البلازميد  وعلاوة على ذلك، وعلى النقيض من E.coli (HFR) الاقتران، في M. smegmatis يتم نقل جميع مناطق كروموسوم مع كفاءات مماثلة. تم العثور على مزج كبير من الجينوم الوالدين نتيجة لاقتران، وكان يعتبر هذا المزج كما تذكرنا أن ينظر في منتجات الانتصافي من التكاثر الجنسي.

## نقل الجينات الافقي
هو عبارة عن نقل المادة الوراثية بين الكائنات وحيدة الخلية والكائنات متعددة الخلايا، وهو عكس الانتقال العمودي الذي يتم فيه نقل المادة الوراثية من الآباء إلى الأبناء. نقل الجينات الأفقي عبارة عن مرادف لنقل الجينات الجانبي ويمكن استخدام المصطلحين بشكل متبادل، كما ويعتبر نقل الجينات الافقي أحد العوامل المهمة لتطور العديد من الكائنات.
نقل الجينات الأفقي عبارة عن سبب أساسي لانتشار مقاومة البكتيريا للمضادات الحيوية، كما ويلعب دور مهم في تطور البكتيريا التي تستطيع تكسيرمركبات ومضادات ينتجها جسم الإنسان لمقاومة البكتيريا وفي حدة الجرثومة.
هذه العملية عادة تتطلب وجود الفاجات (وهي الفيرويات التي تهاجم البكنيريا)و البلازميدات (وهي عبارة عن جزيء دي إن إيه حلقي يتضاعف بشكل مستقل عن الكروموسوم البكتيري).
الجينات المسؤولة عن مقاومة البكتيريا للمضادات الحيوية يمكنها الانتقال من نوع لآخر عن طريق العديد من الآليات منها استخدام الشعيرات الجنسية للبكتيريا، ثم يتم بعدها تزويد المستقبل بهذه الجينات المقاومة للمضادات الحيوية، ويصبح هذا تحدي طبي يجب التعامل معه.
معظم الدراسات الجينية تركز على موضوع الانتقال العمودي للجينات، الا أن هناك معرفة متزايدة بأن الانتقال الأفقي للجينات عبارة عن ظاهرة بالغة الأهمية عند الكائنات وحيدة الخلية ومن الممكن أن تكون هي الطريفة السائدة في انتقال المادة الوراثية.
ويعتبر الانتقال الأفقي المصطنع (وهو ما ما يحصل في المختبرات لأهداف بحثية) شكل من أشكال الهندسة الجينية.

## أهمية نقل الجينات الأفقي في التطور
إن نقل الجينات الأفقي عبارة عن عامل محتمل في استنتاج شجرة النشوء و التطور بالاعتماد على تسلسل جين واحد،
على سبيل المثال، في حال وحود خليتين بكتيريتين بعيدتين قامتا بتبديل جين معين فإن شجرة التطور التي تحتوي هذه الخلايا ستظهرها على أنها قريبة ومرتبطة نتيجة وجود هذا الجين المتشابه لدى النوعين على الرغم من اختلاف باقي الجينات.
ولهذا السبب فإنه من المثالي استخدام معلومات أخرى لاستنتاج شجرة الأنساب كوجود أو عدم وجود جينات معينة وذلك حتى تشمل نطاق أوسع من الجينات.
من أكثر الجينات المعتمد على وجودها في بناء شجرة الأنساب للكائنات بدائية النوى هو الجين ال 16 من آر إن إيه الرايبوسومي، وذلك لأن تسلسله يميل للبقاء بشكل ثابت في الكائنات المتشابهة في شجرة الأنساب، ولكنها تمتلك اختلافات كافية للتمييز بينها.
دراسات في السنوات الأخيرة جادلت في إمكانية نقل هذا الجين أفقيا وبالتالي يجب إعادة النظر في إمكانية استعمال هذا الجين في بناء شجرة الأنساب.
علماء الأحياء أكدوا أن الاستعارات المستخدمة قديما لم تعد تناسب الأبحاث الجينية الحديثة وبالتالي فإنه من الضروري اعتماد استعارات حديثة لوصف التبادل والأثار الناتجة عن النقل الأفقي للجينات بين الميكروبات.
وهنالك العديد من الطرق والآليات تستخدم لاستنتاج شبكة الأنساب.
استخدام جين واحد كمحدد لتكوين شجرة اللأنساب: من الصعب تحديد الأنساب في وجود الانتقال الأفقي للجينات، وبالمقارنة بين الاندماج البسيط والانتقال الأفقي للجينات نرى أنه لم يكن هنالك فرد أحدث تنحدر منه الجينات المشتركة بين مجالات الحياة الثلاثة،
كل جزيء حديث يمنلك تاريخ خاص به وأصل خاص به، ومع ذلك فإن السلف الذي ترجع له هذه الجزيئات كان موجود في كائنات مختلفة وفي أوقات مختلفة.

## انتقال فيروسي
الانتقال الفيروسي هو نوع من التأشيب الجيني الذي يستخدم فيه فيروسًا باعتباره ناقل للتسلسل الجيني المطلوب.

## حقيقيات النوى
تشير مقارنات التسلسل إلى حدوث انتقال أفقي للعديد من الجينات بين الأنواع المتنوعة، حتى عبر مجالات علم الوراثة العرقي. وبالتالي، لا يمكن القيام بتحديد تاريخ التطور الجيني لنوع ما بشكل قاطع عن طريق تحديد الأشجار التطورية للجينات المفردة.

### من البكتيريا إلى الفطريات
يحدث النقل الأفقي من البكتيريا إلى بعض الفطريات، مثل الخميرة Saccharomyces cerevisiae.

### من العضيات إلى العضيات
انتقلت الـ DNA المتقدرة إلى طفيليات فصيلة نبات الرافليسية من عوائلها [78][79]. ومن صانعات اليخضور لنبتة غير معروفة إلى متقدرة الفاصولياء.

### من الإنسان إلى الأوالي
اكتسبت متصورة الملاريا النشيطة الممرضة مادة وراثية من البشر تسهل بقاءها في جسد الإنسان.

### من البكتيريا إلى الحشرات
يوجد جين HhMAN1 في جينوم خنفساء حفار ثمار البن (Hypothenemus hampei) الذي يشبه الجينات البكتيرية، ويُعتقد أنه ينتقل من البكتيريا إلى أمعاء الخنفساء.

### من الفيروسات إلى النباتات
إن النباتات قادرة على تلقي المعلومات الجينية من الفيروسات عن طريق نقل الجينات الأفقي.

### الجينوم البشرية
حددت إحدى الدراسات وجود نحو 100 جينٍ من إجمالي الجينات البشرية البالغ عددها حوالي 20 الفاً والتي من المحتمل أن تكون ناتجة عن نقل الجينات أفقياً. حدد هذا العدد مجموعة من الباحثين الذين ادعوا أن هذه الجينات القادرة على نقل الجينات أفقياً هي على الأرجح نتيجة لفقدان الجينات مع اختلافات في معدل التطور.

### من البكتيريا إلى الحيوانات
وجدت إحدى الدراسات احتواء جينوم نحو 40 حيواناً (10 رئيسيات و4 ديدان Caenorhabditis و12 حشرة دروسوفيلا “ذبابة الندى”) على جينات اكتشف الباحثون أنها انتقلت إليهم من البكتيريا والفطريات عن طريق نقل الجينات الأفقي. ووجد الباحثون أن هذه الجينات قد انتقلت إلى بعض حشرات الدورسوفيلا مؤخراً.

### من النباتات إلى الفطريات
افترض الباحثون أن نقل الجينات أفقياً من النباتات إلى الفطريات موجودٌ في عددٍ من الحالات، كالأرز الآسيوي على سبيل المثال.

## الأهمية في التطور

### معلومات تطور السلالات في النقل الأفقي للجينات
لوحظ أن اكتشاف عمليات نقل الجينات الأفقي قد تجلب معلومات قيمة عن تاريخ وتطور السلالات [108]. ووثق الباحثون إمكانية استخدام نقل الجينات الأفقي في معرفة تاريخ تطور السلالات.